# Коста Христов – Попето
 Тази статия е за гевгелийския войвода.  За крушевския вижте Коста Христов (Годиве).  
Коста Христов Попов, известен като Попето, е български революционер, виден деец на Вътрешната македоно-одринска революционна организация, гевгелийски войвода.

## Биография

### Във ВМОРО
Коста Попето е роден на 21 април 1862 година в гевгелийското село Смоквица, тогава в Османската империя. Завършва второ отделение в училище и става четник при велешкия хайдутски войвода Стоян Мохаджира. През Илинденско-Преображенското въстание е помощник войвода на Андрей Докурчев. Заедно с Мамин Колю запалват Крушевската жандармерийска казарма, а по-късно участва и в отбраната на Крушевската република.
През пролетта 1911 година въоръжен от върховистите около полковник Стефан Николов навлиза в Македония и през лятото на 1911 година е околийски войвода на чета в Гевгелийско, като негов секретар тогава е Стоян Чочков. През май 1912 година навлиза в Македония, начело на чета в състав:
| “ | Драги братя, Организацията вече изпраща своя последен куршум срещу петвековния тиранин. Ядката от ореха, за който сега се бият съюзените държави с тоя тиранин е в полза на Македонеца, защото той доказа, че трябва да бъде свободен. Но все пак свободата няма да ни се поднесе даром. Войната може би ще продължи и докато тя трае, реквизиционните комисии всичко ще Ви изземат. Ето защо поканваме Ви да разгласите между населението, щото всяка къща да си направи скривалище и да укрива храните си, да укрива и добитъка си от погледа на реквизиционната комисия и да смели по възможност повече брашно. Засега изпълнете само това нареждание, след което ще последва друго. Като ви уверяваме в близкия ден на свободата, ние извикваме: Да живее Автономна Македония! Да живее свободата! Коста Хр. Попов Секретар: А. Динев | ” |
|   | |   |

| Чета на Коста Попето, май 1912 | Чета на Коста Попето, май 1912 |
| Име                            | Родно място                    |
| ------------------------------ | ------------------------------ |
| 1. Ангел Динев                 | Смоквица                       |
| 2. Васил Арсов                 | Щип                            |
| 3. Атанас Нушков               | Габрово                        |
| 4. Никола Иванов Казака        | Казичене                       |
| 5. Христо Андонов              | Гърчище                        |
| 6. Мито Тенин                  | Кованец                        |
| 7. Васил Христов               | Брайковци                      |
| 8. Христо Пенов Гегов          | Балинци                        |
| 9. Иван Стоянов                | Паликура                       |
| 10. Риндо Велков               | Стояково                       |
| 11. Миле Зайков                | Стояково                       |

Атанас Нушков напуска четата и отива в четата на Иван Николаев, а на 19 юни в сражение над село Босилово четата губи и Риндо Велков. След съвещание с гевгелийския околийски комитет четата решава да направи атентат в града, но не като магарешките в Щип, Кочани и Дойран, които са в населено място и затова на 12 юли взривява железопътен мост. Коста Попето и секретарят му Ангел Динев са в конфликт с другата българска чета в Кожух планина – тази на Ичко Димитров, когото обвиняват във върховизъм.

### Балканската война
В началото на Балканската война четата на Попето става партизански взвод № 41 на Македоно-одринското опълчение в състав от 19 души, навлиза в Кожух планина и води сражения.
| Чета № 41 на МОО с командир Коста Христов | Чета № 41 на МОО с командир Коста Христов | Чета № 41 на МОО с командир Коста Христов | Чета № 41 на МОО с командир Коста Христов | Чета № 41 на МОО с командир Коста Христов | Чета № 41 на МОО с командир Коста Христов                |
| Номер                                     | Име                                       | Години                                    | Околия                                    | Селище                                    | Бележки                                                  |
| ----------------------------------------- | ----------------------------------------- | ----------------------------------------- | ----------------------------------------- | ----------------------------------------- | -------------------------------------------------------- |
|                                           | Атанас Нушков                             |                                           | Струмишко                                 | Габрово                                   |                                                          |
|                                           | Ат. Г. Бакалов                            | 27                                        | Гевгелийско                               | Смоквица                                  |                                                          |
|                                           | Васил Димитров Аларозосул                 | 27                                        |                                           |                                           |                                                          |
|                                           | Васил Арсов                               |                                           | Щипско                                    | Щип                                       |                                                          |
|                                           | Григор Кочов                              | 27                                        | Битолско                                  | Смилево                                   |                                                          |
|                                           | Дачо Ж. Шопов                             |                                           | Добричко                                  | Добрич                                    | орден „За храброст“ IV степен                            |
|                                           | Димитър Апостолов                         | 25 (30)                                   | Дойранско                                 | Марвинци                                  |                                                          |
|                                           | Желязко Ив. Желев                         |                                           | Варненско                                 | Аджемлер                                  |                                                          |
|                                           | Илия Настов                               |                                           | Прилепско                                 | Вранче                                    |                                                          |
|                                           | Леонид Стойков                            | 22 (29)                                   | Гевгелийско                               | Гърчище                                   |                                                          |
|                                           | Миле Зайков                               | 24                                        | Гевгелийско                               | Стояково                                  |                                                          |
|                                           | Мито Андонов                              | 25                                        | Гевгелийско                               | Гявато                                    |                                                          |
|                                           | Михал Анастасов                           | 22                                        | Балчишко                                  | Балчик                                    | орден „За храброст“ IV степен, орден „За военна заслуга“ |
|                                           | Петър Ангелов                             | 30                                        | Охридско                                  | Конско                                    |                                                          |
|                                           | Петър Иванов                              | 38                                        | Охридско                                  | Елшани                                    |                                                          |
|                                           | Спиро Н. Филев                            | 37                                        | Костурско                                 | Загоричани                                |                                                          |
|                                           | Тодор Славов Чобанов                      | 22                                        | Ямболско                                  | Ямбол                                     | орден „За храброст“ IV степен                            |
|                                           | Христо Андонов                            | 25                                        | Гевгелийско                               | Гърчище                                   |                                                          |
|                                           | Христо Андонов                            | 20                                        | Гевгелийско                               | Гявато                                    |                                                          |
|                                           | Щило Ковански                             |                                           | Гевгелийско                               | Кованец                                   |                                                          |

На 7 октомври 1912 година при Петрово четите на Алексо Джорлев, Алексо Стефанов, дякон Евстатий, Павел Христов, Славчо Пирчев, Константин Дзеков и Коста Христов Попето се съединяват с Костурската съединена чета. На 12 октомври, след като Костурската съединена чета се отделя към Костурско, при село Конопище останалите чети дават сражение на многобройна турска военна част, която отблъскват с цената на 5 убити четници.
По-късно Попето заедно с Михаил Радев Странджата оглавява Втора гевгелийска чета и е в 13 кукушка и 15 щипска дружина, а през Междусъюзническата война – в Сборната партизанска рота.
В музея на град Струмица се съхранява оригинален кръгъл бронзов печат на войводата. В околовръст е гравиран следният надпис: „ГЕВГЕЛИСКИ ВОИВОДА КОСТА ПОПЕТО“, а в централния кръг, девизът: „СВОБОДА ИЛИ СМЪРТЪ“.
В 1941 година Коста Попето заедно с Тане Николов участва в големите Илинденски тържества след освобождението на Вардарска Македония през април.
- Четниците на Коста Попето Коста Арабаджиев, Васил Катин и Лямо Комаров.
- Тане Николов и Коста Попето на честване на Илинденското въстание.
- Отдясно наляво: Тане Николов, Коста Попето и осиновеният син на Тане Енчо Николов (роден син на Мамин Колю) на гарата в Прилеп по време на българското управление във Вардарска Македония през Втората световна война.
- Македонска демонстрация в София, Коста Попето вляво